# 少女怪談
《少女怪談》（：／），為一部韓國電影，由姜河那和金昭誾主演恐怖電影。　

## 演員
- 姜河那 飾 姜仁秀（幼年：尹燦榮）
- 金昭誾 飾 世熙／女鬼（幼年：申秀妍 ）
- 金正泰 飾 善日
- 朴斗植 飾 李海哲
- 韓惠琳 飾 朴賢智
- 郭正旭 飾 李基泰
- 周旻荷 飾 尹娜拉
- 朱多英 飾 李成熙
- 朴忠先 飾 世熙父
- 李雅賢 飾 導師

## 外部連結
- NAVER電影 （页面存档备份，存于）
- 韓國電影資料庫 （页面存档备份，存于）